# Neu-Jägersdorf

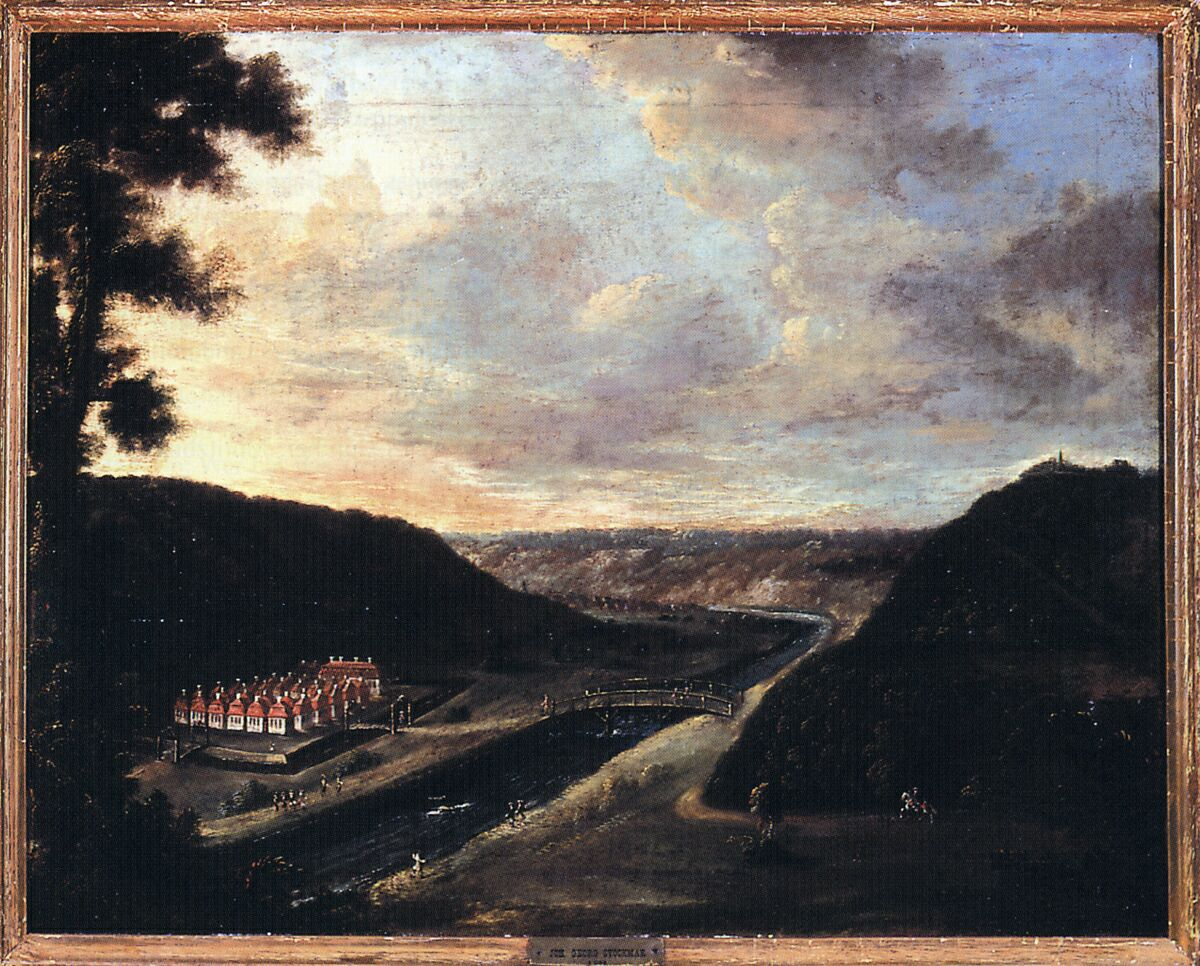
Bild von Johann Georg Stockmar betitelt Ansicht von Neujägersdorf, der Kröge, bei Battenberg (Mitte 18. Jh.)

Neu-Jägersdorf, auch die Kröge genannt, war ein ab 1703 angelegtes herrschaftliches Jagdschloss und Jagdlager der Landgrafen von Hessen-Darmstadt, etwa 1,5 km nördlich von Battenberg (Eder) im Landkreis Waldeck-Frankenberg in Hessen.

## Baugeschichte
Die ausgedehnten Waldgebiete des hessischen Hinterlands, das 1627 an die Landgrafschaft Hessen-Darmstadt gefallen war, waren bekannt für ihren Wildreichtum. Um die Wende zum 18. Jahrhundert, während der Herrschaft von Landgraf Ernst Ludwig (1667–1739), begann auch in Hessen-Darmstadt, in Nachahmung des luxuriösen Lebensstils des französischen Königshofs und Hochadels, die hohe Zeit des höfischen Jagdwesens. Ernst Ludwigs überaus große Jagdleidenschaft kam in der Anlage von vielen neuen Jagdschlössern zum Ausdruck. Im Jahre 1703 begann man, im Battenberger Forst, dessen Rotwildbestand zu dieser Zeit als der beste in ganz Oberhessen galt, etwa 1,5 km nördlich von Battenberg am Nordufer der Eder im Auftrag von Landgraf Ernst Ludwig mit dem Bau des Jagdhofs Neu-Jägersdorf, der sogenannten „Kröge“.

## Die Anlage
Die Anlage, nur etwa 100 m vom orografisch linken, an dieser Stelle nordöstlichen Ederufer entfernt, war architektonisch eigenartig, eher einem militärischen als einem jagdlichen Anwesen entsprechend. Der Jagdhof, eine quadratische Anlage von 460 Fuß (132,5 m) Seitenlänge, die ringsum von einem Wall mit Brustwehr und einem 20 Fuß (5,75 m) breiten Wassergraben umgeben war, hatte drei Zugänge, jeweils mit einer Brücke über den Graben. Die Bebauung war vollkommen symmetrisch (siehe den Grundriss der Anlage), und alle Gebäude, insgesamt 44 an der Zahl, waren einstöckig und aus Backstein, mit schiefergedeckten Mansardwalmdächern und Dachgauben.
An den vier Längsseiten des Areals standen jeweils zwei, elf Fensterachsen lange Bauten: an der Nordostseite das Wohngebäude für die „Herrschaft“ und daneben das für die „fremde Herrschaft“, an der Nordwest- und der Südostseite jeweils ein Wohn- und Speisegebäude für Bediente und ein Pferdestall, und an der der Eder zugewandten Südwestseite zwei weitere Stallungen. An jeder der vier Ecken stand ein quadratisches Haus: die Küche und die „Logierung für Grafen“ an der Nordostseite, das Wohnhaus für den Oberförster und das Backhaus an der Südwestseite. Um die Hofmitte lagen an allen vier Seiten zwei Reihen von kleineren Bauten, insgesamt 32 (12 im inneren Ring, 20 im äußeren), alle von gleicher Größe und mit quadratischem Grundriss: Gäste- und Wirtschaftshäuschen, Kanzlei und Silberkammer, Waschhäuser, Wildbretwaage, sowie Unterkünfte für die Jagdbediensteten, Offiziere, Wachen, den Hofprediger und den Leibarzt.
Über die Eder wurde eine Brücke gebaut, so dass man auf beiden Seiten des Flusses jagen konnte.

### Detaillierter Anlageplan
Im Einzelnen bestand die Bebauung aus folgenden Gebäuden (ob alle geplanten Gebäude tatsächlich gebaut wurden, ist nicht gesichert, und man nimmt eher an, dass die Anlage nie ganz fertiggestellt wurde):
An der Nordostseite, die als einzige ohne Einfahrt und Brücke über den Graben war, befanden sich (1) das herrschaftliche Wohngebäude und links (westlich) daneben (2) das baugleiche Wohngebäude für fremde Herrschaften. Beide hatten eine Grundfläche von 90 × 40 Fuß (26 × 11,5 m) mit elf-achsiger Längsseite (zehn Fenster und ein Mittelportal) und fünf-achsigen Giebelseiten. Das Dachgeschoss war auf beiden Seiten durch neun Gauben gegliedert. Im Erdgeschoss befanden sich, um den großen Vorsaal mit dem Portal, vier Fenstern und Kamin gruppiert, insgesamt elf Räume, davon vier mit Kaminen. Das Dachgeschoss, über zwei Treppenaufgänge beiderseits des Vorsaals zu erreichen, enthielt Räumlichkeiten für Dienstpersonal und Vorräte. An der Nordostecke der Anlage, neben dem herrschaftlichen Wohnhaus, stand (3) die Küche. Sie hatte, wie alle vier Eckgebäude einen quadratischen Grundriss von 40 Fuß (11,5 m) Seitenlänge und war auf allen vier seiten fünf-achsig. Das Mansardwalmdach war auf jeder Seite von drei Gauben durchbrochen. An der Nordwestecke, neben dem Wohnhaus für fremde Herrschaften, stand (4) das Logierhaus für Grafen, äußerlich baugleich mit dem Küchenhaus, mit fünf Zimmern (davon zwei mit Kamin) im Erdgeschoss.
An das Küchengebäude entlang der Ostseite anschließend befand sich (5) eines der beiden 90 × 40 Fuß (26 × 11,5 m) großen Wohn- und Speisehäuser für die Bedienten, äußerlich baugleich mit den herrschaftlichen Wohnhäusern. Daran schloss sich nach Süden (6) das erste von vier großen Stallgebäuden an. Es war 86 × 40 Fuß (24,8 × 11,5 m) groß und enthielt Stallungen für 42 Pferde sowie Unterkünfte für die Pferdeknechte und Raume für Zaumzeug, Futtermittel usw. im Dachgeschoss. Zwischen Bedienstetenhaus und Stallung führte eine 18 Fuß (5,2 m) breite Einfahrt mit Brücke über den Wassergraben in den Jagdhof. Diese Seite des Jagdhofs wurde in der Südostecke durch das Backhaus abgeschlossen, das wiederum dem Küchenhaus äußerlich baugleich war.
Dem Backhaus westlich benachbart folgten an der Südwestseite der Anlage (8 und 9) zwei baugleiche Stallungen von jeweils 90 × 40 Fuß (26 × 11,5 m) Größe mit je 44 Pferdeboxen. Äußerlich waren sie Spiegelbilder der beiden herrschaftlichen Wohnhäuser auf der Gegenseite. Zwischen den beiden führte ein schmaler, nur 6 Fuß (1,73 m) breiter Zugang mit Brücke aus dem Hof. Die Südwestecke schließlich wurde vom (10) Wohnhaus des Oberförsters eingenommen, das äußerlich wiederum dem Grafenhaus glich.
Entlang der Nordwestseite folgten dann wieder (11) eine Pferdestallung mit 42 Boxen und (12) ein zweites Wohn- und Speisehaus für Bedienstete, beide die genauen Gegenstücke zu den Bauten auf der gegenüberliegenden Hofseite. Auch hier führte eine 18 Fuß (5,2 m) breite Einfahrt zwischen Bedienstetenhaus und Stallung in den Jagdhof. Den Abschluss dieser Hofseite bildete (4) das Logierhaus für Grafen.
Die 32 kleineren Gebäude im Inneren der Hofanlage maßen alle 18 Fuß (5,2 m) im Quadrat und waren jeweils 18 Fuß von ihren Nachbargebäuden entfernt. Sie umstanden in zwei Reihen einen freien Platz von 90 Fuß Seitenlänge in der Mitte. Diese Häuschen waren: 

(1) das Waschhaus für herrschaftliche Wäsche, (2) das Waschhaus für gemeine Wäsche, (3 und 4) zwei Logierhäuschen für einen Korporal und sechs Garde-Reiter, (5 und 6) zwei Logierhäuser für Jägerburschen, (7, 8 und 9) drei Häuschen für unbestimmte Zwecke, (10) das Schlachthaus, (11 und 12) zwei Logierhäuschen für fremde Lakaien, (13 und 14) zwei Wachhäuschen für das Corps de Garde, (15 und 16) zwei Logierhäuschen für herrschaftliche Lakaien, (17) ein Logierhaus für Küchenpersonal, (18) das Logierhaus für die Trompeter, (19 und 20) zwei Logierhäuser für die höheren Offiziere, (21) das Logierhaus für den Küchenmeister und den Schreiber, (22) die Silberkammer für das Tafelbesteck, (23) ein Logierhäuschen für zwei Büchsenspanner, (24) das Logierhaus für den Hofprediger, (25) die Kanzlei, (26) ein zweites Logierhaus für herrschaftliche Lakaien, (27) die Wildbretwaage, (28 bis 31) vier Logierhäuschen für Kavaliere, und (32) das Logierhäuschen für den Leibarzt. Jedes Logierhäuschen hatte ein Zimmer, ein Kabinett und einen Abtritt.

## Geschichte
Landgraf Ernst Ludwig (Regent von 1668 bis 1739) und sein Sohn Ludwig VIII. hielten sich mehrfach in Neu-Jägersdorf auf, aber mit dem 1721/22 begonnenen Bau des Jagdschlosses Kleudelburg nur etwa 3 km weiter nordwestlich begann bereits die allmähliche Vernachlässigung von Neu-Jägersdorf. Eines der Stallgebäude wurde schon im Juli 1722 abgebrochen und auf der Kleudelburg wieder errichtet. Andere Gebäude wurden in der Folgezeit ebenfalls abgebrochen oder waren nie fertiggestellt worden.
Beim Regierungsantritt des Landgrafen Ludwig IX. im Jahre 1769 waren nur noch 28 der kleinen Gebäude, Teile der Stallungen und das Oberförsterhaus erhalten. Er befahl 1770 ihren Verkauf zum Abbruch. Der Ratsschöffe Seipp aus Battenberg kaufte die verbliebene Anlage für 600 Gulden, veräußerte einen Teil der Häuschen als Wohngebäude, und installierte auf dem Gelände eine Fabrik, für die er auch noch mehrere Gebäude von der ebenfalls zum Abbruch versteigerten Kleudelburg hinzukaufte und auf die Kröge versetzen ließ. Er verkalkulierte sich jedoch und musste 1784 den Teil, den er nicht weiterverkauft hatte, zur Begleichung seiner restlichen Kaufschulden der landgräflichen Regierung zurückgeben. Die zwölf noch verbliebenen Häuschen und Teile der Stallgebäude wurden dann 1788/89 weiterverkauft.
1830 bestand auf dem Gelände des einstigen Jagdhofes nur noch eine kleine Siedlung mit 13 Häusern und 62 Einwohnern. 1850 waren es nur noch vier Häuschen, eins davon im Besitz der Zigeunerfamilie Ludwig, deren Vorfahre den Landgrafen Ludwig VIII. vor einem Mordanschlag gewarnt und dafür Haus und Wohnrecht in der Kröge erhalten haben soll.

## Heutiger Zustand
Die Kröge ist heute ein kleiner zu Battenberg gehöriger Weiler, unmittelbar östlich der L 3382, die dort dem Edertal folgend von Battenfeld nach Dodenau verläuft. Der quadratische Grundriss und Konturen der Umwallung sind noch heute erkennbar.
Koordinaten: 51° 1′ 42″ N, 8° 38′ 11″ O